# Intent de cop d'estat a Bolívia de 2024
L'intent de cop d'Estat a Bolívia van ser una sèrie d'esdeveniments ocorreguts en la jornada del 26 de juny de 2024, quan un grup de militars de les Forces Armades de Bolívia, liderats per Juan José Zúñiga (que el dia anterior havia estat destituït com a Comandant General de l'Exèrcit), van ocupar el Palacio Quemado buscant prendre control del govern.
En el moment de la irrupció dels militars, ni el president Luis Arce ni els membres de l'òrgan executiu no es trobaven a l'edifici, ja que des de l'any 2020 la seu governamental de Bolívia s'havia traslladat a la Casa Gran del Poble. Més tard, es va produir un enfrontament directe entre Arce i Zúñiga en el palau. El president bolivià va destituir tota la cúpula militar i va designar José Wilson Sánchez com a nou comandant de les forces armades, qui va ordenar als militars mobilitzats que tornessin a les seves casernes. Zúñiga, que va ser detingut la mateixa tarda del 26 de juny, va acusar Arce d'haver ideat el cop com una operació de bandera falsa per refermar el seu govern.

## Antecedents
Durant l'any 2024, Bolívia travessava un moment d'inestabilitat social degut a la crisi institucional i a diversos reptes econòmics (recessió econòmica, devaluació monetària, disminució de les reserves internacionals, l'escassetat de dòlars i de carburants.
En l'àmbit polític, el president Luis Arce i l'expresident Evo Morales lideraven diferents faccions del Moviment al Socialisme (MAS), amb vista a les eleccions generals de 2025. Morales va mostrar la seva intenció d'optar a un nou mandat presidencial, tot i que a finals de 2023 va ser inhabilitat pel Tribunal Constitucional Plurinacional (TCP). A aquest fet, s'ha d'afegir la crisi institucional en el Poder Judicial, que arrossegava una pròrroga indefinida del mandat dels tribunals de justícia del país.

## Cop fallit

### Revolta de Zúñiga
El dimarts 25 de juny, Juan José Zúñiga, Comandant General de l'Exèrcit de Bolívia, va declarar en una entrevista que Evo Morales no hauria de postular-se a les eleccions presidencials i va amenaçar amb empresonar-lo si continuava amb els seus plans. Tot seguit, va ser destituït per gabinet per violar la constitució boliviana, per la seva ingerència en afers de política interna.

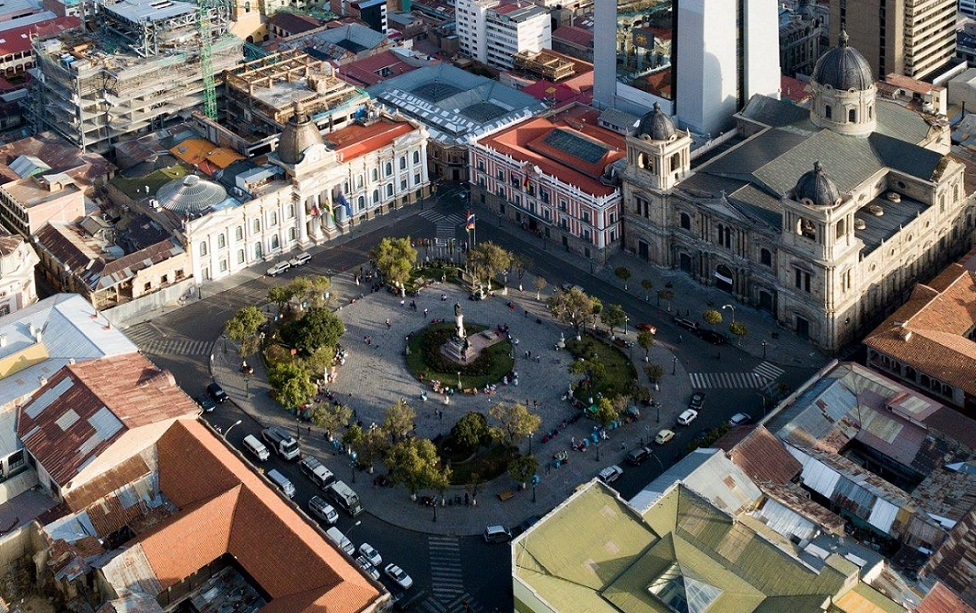
La Plaça Murillo i el Palacio Quemado (al mig, en tons rogencs).

L'endemà, dimecres 26 de juny, Zúñiga va liderar l'intent de cop d'estat contra el govern de Luis Arce. Segons l'agència estatal de mitjans de comunicació ABI va informar que la mobilització de personal militar va començar al voltant de les 14.30 hores BOT del dimarts 25 de juny. La televisió local va mostrar un vídeo de dos tancs i diversos militars a la Plaça Murillo, davant del Palacio Quemado. Zúñiga es trobava a la plaça i va fer una declaració televisada, anunciant: «Hi haurà un nou gabinet de ministres, segurament que es canviarà, però no pot seguir així el nostre Estat. Volem recuperar la pàtria, ja n'hi ha prou d'empobrir la nostra pàtria».
El president Luis Arce va denunciar la presència no autoritzada de grups militars davant l'antiga seu de l'executiu. Els insurrectes van emprar una tanqueta per tombar una de les portes de l'edifici, que a continuació va ser envaït pels militars. El Ministre de Govern, Eduardo Del Castillo, va desplaçar-se al lloc dels fets i va aproximar-se a un dels vehicles blindats per demandar a un coronel que expliqués la seva presència allí i exigir-los que cessessin l'activitat.
Un cop va ser dintre del Palacio Quemado, Zúñiga va reiterar als periodistes presents que imposarien un nou govern, i que ell i les seves tropes cercaven «restaurar la democràcia i alliberar els nostres presos polítics». Zúñiga també va dir que «una elit s'ha apropiat del poder de l'Estat» i va exigir l'alliberament de l'expresidenta Jeanine Áñez i de Luis Fernando Camacho.

### Resposta governamental

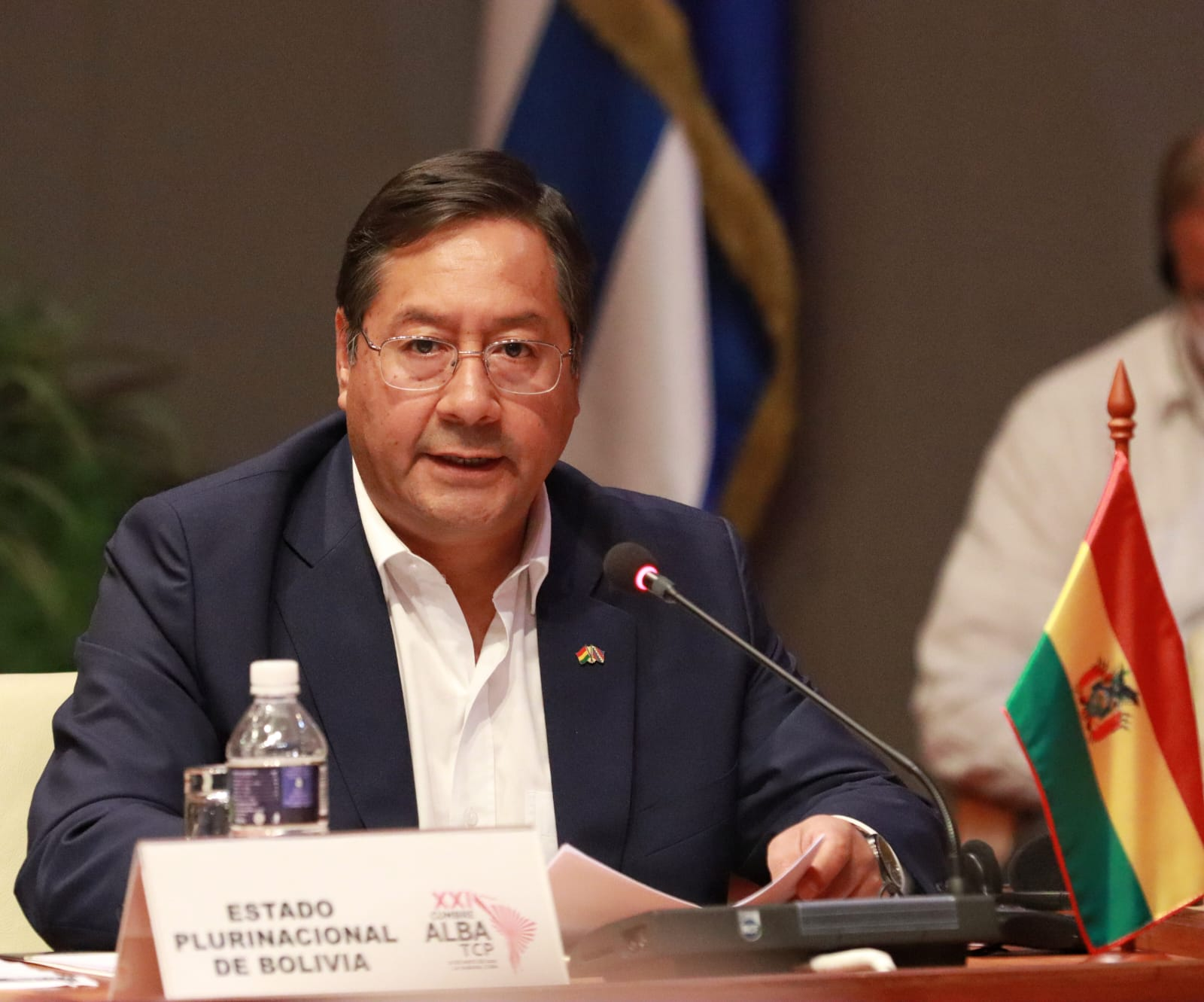
Luis Arce, 2022.

Luis Arce va personar-se al palau, on va tenir un enfrontament cara a cara amb Zúñiga, a qui digué: «Jo sóc el seu capità i li ordeno que replegui als seus soldats. No permetré aquesta insubordinació». Més tard, Arce, al costat de tot el seu gabinet, va transmetre un missatge a la Nació des de la Casa Gran del Poble, l'actual seu de l'Executiu bolivià cridant a la mobilització ciutadana per demostrar el rebuig al cop d'estat. Tot seguit, centenars de bolivians van ocupar els carrers propers a la Plaça Murillo, corejant proclames a favor del govern de Luis Arce. Els militars insurgents van emprar gas lacrimogen per tractar de dissoldre la manifestació.
Des de la Casa Gran, el president de Bolívia, acompanyat pel vicepresident, va nomenar nous comandants generals de les Forces Armades de Bolívia. La seva primera ordre va ser ordenar a les forces militars retirar-se de la Plaça Murillo.

### Detenció dels colpistes
El general Juan José Zúñiga va ser detingut per la Policia Nacional de Bolívia quan era a punt d'entrar a la seu de l'Estat Major de La Paz, un cop s'havia resolt la situació al palau i rodalia. Aquella mateixa tarda, la Fiscalia va obrir una causa en contra del militar. Després de ser detingut, l'excomandant va aparèixer en una improvisada conferència de premsa a les 19:00h (hora local). Va declarar que el diumenge 23 de juny s'hauria reunit amb Luis Arce, qui suposadament li va ordenar treure els blindats al carrer i perpetrar un autocop d'estat, ja que «era necessari preparar alguna cosa per a aixecar la seva popularitat».
Tot seguit, Zúñiga va ser portat a les dependències de la Força Especial de Lluita Contra el Crim (FELCC), a La Paz. Més tard, Zúniga va ser presentat davant la premsa boliviana com un «delinqüent», el ministre de Govern, Eduardo del Castillo, va presentar un informe dels esdeveniments qualificats pel Poder Executiu com un «cop frustrat». També van ser detinguts el vicealmirall Juan Arnez Salvador, excomandant general de les Forces Armades. Zúñiga i Arnez són acusats d'alçament armat, atemptat contra el president, destrucció de béns públics, i altres delictes varis.

## Reacció internacional
El secretari general de l'Organització dels Estats Americans, Luis Almagro, va mostrar solidaritat amb el govern d'Arce i condemnava les accions de l'Exèrcit.
Caps d'estats de diversos països d'Iberoamèrica com Brasil, Xile, Colòmbia, Costa Rica, Cuba, Guatemala, Hondures, Mèxic, Nicaragua, Panamà, Paraguai, Perú, Espanya, Uruguai, i Veneçuela van condemnar l'intent de cop d'estat, igual que Rússia i l'Alt Representant de la Unió Europea per a Afers Exteriors i Política de Seguretat de la Unió Europea Josep Borrell i la presidenta de la Comissió Europea Ursula von der Leyen.
El govern de l'Argentina va condemnar l'intent de cop, i la ministra d'Afers Exteriors Diana Mondino va expressar que «els governs només s'han de canviar a través de les urnes, no a través de cops violents" i que "la democràcia no és negociable».